# Andy Ristie
Andy Ristie, né le 17 mars 1982 à Paramaribo, est un kick-boxeur surinamien.
Ristie a remporté le Championnat du WKN Intercontinental Super Welterweight  en Muaythai en tant qu'amateur. Il a pris de l'importance avec une série de victoires longue dans la promotion It's Showtime en 2011 et 2012. Il a participé au K-1 World Max 2012, où il a été battu en quarts de finale par Andy Souwer.
Il remporté le Glory tournoi léger en 2013 en battant le champion italien Giorgio Petrosyan par KO en demi-finale, qui était considéré comme le kickboxer le plus fort à l'unanimité et n'a jamais été battu par KO avant,.

## Palmarès
- Glory Lightweight (-70kg) World Championship Tournament Champion 2013